# Spouse for House
 (juin 2015).
Spouse for House est une sitcom sur MediaCorp Channel 5 à propos d'un couple après leur mariage,.

## Acteurs et personnages
| Nom             | Joué par          | Premier épisode | Compte d'épisode |
| --------------- | ----------------- | --------------- | ---------------- |
| Vanessa DeSouza | Rebecca Spykerman | 1x01            | 12               |
| Jessica         | Selena Li         | 1x01            | 12               |
| John            | Alaric Tay        | 1x01            | 12               |
| Kai             | Desmond Tan       | 1x01            | 12               |
| Sarah Toh       | Carrie Wong       | 1x01            | 12               |
| Soo Leng        | Irene Ang         | 1x01            | 12               |
| Kok Wee         | Richard Low       | 1x01            | 12               |
| Doris           | Sue Tan           | 1x08            | 3                |